# Gustav Sjölin
Gustav Sjölin, född 30 oktober 1994, är en svensk handbollsspelare. Han är högerhänt och spelar som vänstersexa.
Gustav Sjölin började sin karriär i Lugi HF och gjorde sin A-lagsdebut mot Hammarby IF den 27 mars 2013. Två år senare avgjorde han mot samma Hammarby. Sessionen i Lugi blev bara tre säsonger lång. I maj 2016 meddelade han klubben att han slutar med handbollen och satsar på studier istället.
Den 15 februari 2017 meddelade Handbollskanalen.se att Gustav gör en återkomst till handbollen i division två-laget HK Ankaret.
Vid sidan av handbollen studerar Gustav till Civilingenjör vid Lunds Tekniska Högskola.